# Udenhausen (Grebenstein)
Udenhausen ist ein Stadtteil von Grebenstein im Landkreis Kassel in Hessen. Das Dorf zählt mit 1150 Einwohnern zu den größeren Grebensteiner Stadtteilen. Die Gesamtfläche seiner Gemarkung von etwa 650 ha wird zu 80 % land- und zu 5 % forstwirtschaftlich genutzt.

## Geographische Lage
Das Dorf Udenhausen liegt westlich des Reinhardswaldes rund vier Kilometer nordöstlich des Zentrums der Grebensteiner Kernstadt zwischen Hombressen im Nordnordwesten und Mariendorf im Südosten. Östlich von Udenhausen entspringt die das Dorf nördlich passierende Reinbecke und etwa zwei Kilometer nordöstlich vorbeifließt entlang der Grenze zum gemeindefreien Gutsbezirk Reinhardswald die Soode; beide sind Zuflüsse der Lempe.

## Geschichte
Die Siedlung Udenhausen wurde das erste Mal im Jahre 1019 in einer Urkunde des Kaisers Heinrich II. erwähnt.
Am 1. Oktober 1970 wurde Udenhausen im Zuge der Gebietsreform in Hessen auf freiwilliger Basis in die Kleinstadt Grebenstein eingegliedert.

## Sehenswürdigkeiten

### Kulturdenkmäler
- Im Dorfmittelpunkt stehen die Kirche aus dem Jahre 1736 und 30 denkmalgeschützte Fachwerkhäuser, die zu den „Kulturdenkmälern Hessens“ zählen.

Siehe: Liste der Kulturdenkmäler in Udenhausen.

### Naturdenkmäler
- „Friedenseiche 1870/71“ Stieleiche ca. 300 m südlich des Ortsrandes. Sie steht, mit 2 weiteren Eichen, auf einer Rasenfläche vor der „Drei-Eichen-Hütte“, einer vom „Heimatverein Udenhausen“ betriebenen Schutzhütte.

Siehe: Liste der Naturdenkmale in Grebenstein

## Veranstaltungen
Am letzten Septemberwochenende findet in Udenhausen jedes Jahr die traditionelle Dorfkirmes statt.